# Mordellistena edashigei
Mordellistena edashigei là một loài bọ cánh cứng trong họ Mordellidae. Loài này được Chûjô miêu tả khoa học năm 1956.